# 고려의 유교
이 문서에서는 고려의 유교에 대해 설명한다.
신라 말기의 어지러운 난국을 타개하고 통일국가를 형성한 고려 태조 왕건(王建)은 국가의 창업이 불력(佛力)과 삼한산천(三韓山川)의 도움으로 된 것이라 하여 불교를 장려하고 토속적인 신앙과 도교적인 풍수설을 숭신하였다. 그러나 실제적인 통치이념에서는 태조십훈요의 끝부분에 보이는 바와 같이 유교사상에서 구하였던 것이다. 경사(經史)를 널리 보고, 후대의 왕들에게 어진 정치를 베풀 것을 유언으로 남겼다. 서경(西京)에 학교를 세운 것도 유교를 이념으로 인재를 교육한 것이라 할 수 있다.

## 국자감과 유불도 혼합의 시대
제6대 성종 때에 이르러서는 국자감(國子監)을 세우고 경학박사를 두었으며, 최승로의 진언에 따라 국정을 쇄신하였다. 제4대 광종 때부터는 과거를 시행함으로써 글을 숭상하는 풍습이 일어났으나, 사장시부(詞章詩賦)에 관한 제술(製述, 시나 글을 짓는 일)을 명경(明經, 경서의 대목을 외는 일)보다 치중함으로써 경학의 연구는 미약한 상태였다. 그 후 11대 문종 때에는 최충의 구재(九齋)를 비롯한 사립 학교가 성행하여 이른바 십이도(十二徒)가 일어나고, 경사(經史)를 중심으로 연구하는 학풍이 생겼다. 그러나 최충 이후 200여 년간 유교는 부진한 상태였고, 대부분이 시부(詩賦)를 위주로 한 문장학에만 치중하였다. 당시에는 유가(儒家)라 해도 순수하게 유학만 연구한 것이 아니라, 중국에 있어서 당나라 시대의 경향과 같이 유·불도가 혼합된 상태였다. 그리하여 고려말에 이르러, 건국 이래 겪어온 혼란과 문화적인 침체를 타개할 수 있는 새로운 개혁이 요청되었고, 이에 부응하여 일어난 것이 곧 유교의 혁신 운동이다. 1289년 (충렬왕 15) 때에 안향(安珦)이 충렬왕을 따라 대도에 들어가 《주자전서(朱子全書)》를 입수하고 돌아온 후 정부에 건의하여 국학을 세우게 하고 문묘(文廟)를 중수하게 하는 등 유학 부흥에 큰 공적을 남겼다.

## 불교와 도교를 대신하는 성리학
성리학이란 중국에서 한·당(漢唐)의 도불시대(道佛時代)를 거쳐 그것에 대항하여 새롭게 조직·편성된 유학의 이론 체계였다. 당시로서는 새롭고 합리적이며, 강한 자주정신을 가진 성리학은 새로운 기풍을 일으키게 되었다. 안향(安珦)의 문묘개수(文廟改修)와 주자서(朱子書) 최초로 도입하였고 후진의 교육이 발흥하여 성균관을 중심으로 백이정·우탁(禹倬)·권부(權簿)와 같은 유학자를 내었는데, 백이정은 이 정주학을 연구하고, 우탁은 이때 들어온 정주(程朱)의 역전(易傳)을 연구하여 고려에서 처음으로 역리(易理)의 학문을 전파하였으며, 권부는 《주자전서》의 간행을 건의하는 등 모두 정주학 진흥에 공로가 컸다. 안향의 학문은 이제현·이색에 이어 정몽주·정도전·권근(權近)과 같은 사류(士類)를 배출하였다. 그 중 정몽주는 성리학에 정통할 뿐만 아니라 도덕과 경륜에서도 일가를 이루어 고려왕조의 마지막을 장식하는 충신으로 “동방 이학(理學)의 시조”라 불린다. 그러나 현재 《포은집(圃隱集)》에는 약간의 시문(詩文)뿐 유학에 관한 기록이 남아 있지 않다. 한편 이색의 제자인 이숭인도 정몽주와 함께 태학 교수로서 유학이 흥하고 번성하도록 힘을 기울였으나 그는 유학자라기보다는 도리어 문학자 특히 시인으로 유명했다.
성리학은 인간의 본성과 존재의 원리를 탐구하는 심오한 학문으로서, 종래의 불교사상이나 도가사상(道家思想)에서 추구하였던 형이상학적 요구를 대신할 수 있는 것이었다. 또한 주자학(朱子學)은 외적으로 사회적 제도와 규범의 원리가 되는 것으로서 일종의 비판철학이며, 역사철학의 구실을 하였다.

## 같이 보기
- 훈고학#송나라의 성리학과 훈고학
- 교동향교#한반도 최초의 문묘
- 두문동칠십이인
- 고려의 종교